# Thomaz Bellucci
Thomaz Cocchiarali Bellucci (* 30. prosince 1987 Tietê) je brazilský profesionální tenista, který na mužský okruh vstoupil v roce 2005. Ve své dosavadní kariéře vyhrál na okruhu ATP World Tour čtyři turnaje ve dvouhře a jeden ve čtyřhře. Na challengerech ATP a okruhu ITF získal deset titulů ve dvouhře a šest ve čtyřhře.
Na žebříčku ATP byl ve dvouhře nejvýše klasifikován v červenci 2010 na 21. místě a ve čtyřhře pak v květnu 2008 na 115. místě. V juniorské světové klasifikaci ITF figuroval ve dvouhře nejvýše dva týdny po sedmnáctých narozeninách, když mu v lednu 2005 patřilo 15. místo. Trénuje ho João Zwetsch. Dříve tuto roli plnil Daniel Orsanic.
Na grandslamu se v singlu probojoval nejdále do osmifinále French Open 2010 poté, co ve třetím kole jako nasazená dvacet čtyřka přehrál Ivana Ljubičiće a ve čtvrtém nestačil ve třech setech na vítěze Rafaela Nadala. Na pařížském grandslamu pak následující rok došel spolu s australskou hráčkou Jarmilou Gajdošovou do semifinále smíšené čtyřhry, v němž podlehli australsko-americkému páru Casey Dellacquová a Scott Lipsky až v rozhodujícím supertiebreaku těsným rozdílem 12–14.

## Týmové soutěže

### Davis Cup
V brazilském daviscupovém týmu debutoval v roce 2007 zářijovou baráží Světové skupiny proti Rakousku, v níž prohrál s Jürgenem Melzerem. Do září 2023 v soutěži nastoupil k devatenácti mezistátním utkáním s bilancí 21–15 ve dvouhře a 1–0 ve čtyřhře.

### Letní olympijské hry
Brazílii reprezentoval na londýnských Hrách XXX. olympiády, kde ve dvouhře vypadl v úvodním kole s francouzskou nasazenou pětkou Jo-Wilfriedem Tsongou 1–2 na sety. Spolu s Andrém Sá nastoupil i do mužské čtyřhry, ale v prvním kole podlehli nejvýše nasazeným americkým bratrům Bobu a Miku Bryanovým. Na LOH 2008 v Pekingu vypadl v singlu také v úvodní fázi turnaje se Slovákem Dominikem Hrbatým.
Zúčastnil se také Letních olympijských her 2016 v Riu de Janeiru. Ve druhém kole dvouhry přehrál jedenáctého nasazeného Uruguayce Pabla Cuevase a poté belgickou turnajovou osmičku Davida Goffina. Ve čtvrtfinále jej zastavil třetí nasazený Rafael Nadal po třísetovém průběhu. Spolu s Andrém Sá nastoupili do mužské čtyřhry na divokou kartu ITF. V úvodním kole vyřadili druhý nasazený bratrský pár Andy Murray a Jamie Murray, aby poté skončili na raketách Italů Fabia Fogniniho a Andrease Seppiho.

## Finále na okruhu ATP Tour
| Legenda (před/od 2009)                                 |
| ------------------------------------------------------ |
| D – dvouhra; Č – čtyřhra                               |
| Grand Slam (0)                                         |
| Turnaj mistrů (0)                                      |
| ATP Masters Series / ATP Tour Masters 1000 (0)         |
| ATP International Series Gold / ATP Tour 500 (0–1 Č)   |
| ATP International Series / ATP Tour 250 (4–4 D; 1–1 Č) |

### Dvouhra: 8 (4–4)
| Stav      | č. | datum             | turnaj                    | povrch    | soupeř ve finále       | výsledek           |
| --------- | -- | ----------------- | ------------------------- | --------- | ---------------------- | ------------------ |
| Finalista | 1. | 14. února 2009    | Costa do Sauípe, Brazílie | antuka    | Tommy Robredo          | 6–3, 3–6, 6–4      |
| Vítěz     | 1. | 2. srpna 2009     | Gstaad, Švýcarsko         | antuka    | Andreas Beck           | 6–4, 7–6(7–2)      |
| Vítěz     | 2. | 7. února 2010     | Santiago, Chile           | antuka    | Juan Mónaco            | 6–2, 0–6, 6–4      |
| Vítěz     | 3. | 22. července 2012 | Gstaad, Švýcarsko (2)     | antuka    | Janko Tipsarević       | 6–7(6–8), 6–4, 6–2 |
| Finalista | 2. | 21. října 2012    | Moskva, Rusko             | tvrdý (h) | Andreas Seppi          | 6–3, 6–7(3–7), 3–6 |
| Vítěz     | 4. | 23. května 2015   | Ženeva, Švýcarsko         | antuka    | João Sousa             | 7–6(7–4), 6–4      |
| Finalista | 3. | 7. února 2016     | Quito, Ekvádor            | antuka    | Víctor Estrella Burgos | 6–4, 6–7(5–7), 2–6 |
| Finalista | 4. | 16. dubna 2017    | Houston, Spojené státy    | antuka    | Steve Johnson          | 4–6, 6–4, 6–7(5–7) |

### Čtyřhra: 3 (1–2)
| Stav      | č. | datum             | turnaj                   | povrch | spoluhráč              | soupeři ve finále                   | výsledek              |
| --------- | -- | ----------------- | ------------------------ | ------ | ---------------------- | ----------------------------------- | --------------------- |
| Vítěz     | 1. | 14. července 2013 | Stuttgart, Německo       | antuka | Facundo Bagnis         | Tomasz Bednarek Mateusz Kowalczyk   | 2–6, 6–4, [11–9]      |
| Finalista | 1. | 6. února 2016     | Quito, Ekvádor           | antuka | Marcelo Demoliner      | Pablo Carreño Busta Guillermo Durán | 5–7, 4–6              |
| Finalista | 2. | 24. února 2019    | Rio de Janeiro, Brazílie | antuka | Rogério Dutra da Silva | Máximo González Nicolás Jarry       | 7–6(7–3), 3–6, [7–10] |

## Tituly na okruhu ATP Challenger Tour

### Dvouhra (9 titulů)
| č. | datum             | turnaj                   | povrch | soupeř ve finále         | výsledek      |
| -- | ----------------- | ------------------------ | ------ | ------------------------ | ------------- |
| 1. | 2. březen 2008    | Santiago de Chile, Chile | antuka | Eduardo Schwank          | 6–4, 7–6(7–3) |
| 2. | 20. duben 2008    | Florianópolis, Brazílie  | antuka | Franco Ferreiro          | 4–6, 6–4, 6–2 |
| 3. | 4. květen 2008    | Tunis, Tunisko           | antuka | Dušan Vemić              | 6–2, 6–4      |
| 4. | 10. květen 2008   | Rabat, Maroko            | antuka | Martín Vassallo Argüello | 6–2, 6–2      |
| 5. | 19. červenec 2009 | Rimini, Itálie           | antuka | Juan Pablo Brzezicki     | 3–6, 6–3, 6–1 |
| 6. | 1. listopad 2009  | São Paulo, Brazílie      | antuka | Nicolás Lapentti         | 6–4, 6–4      |
| 7. | 7. července 2012  | Braunschweig, Německo    | antuka | Tobias Kamke             | 7–6(7–4), 6–3 |
| 8. | 3. listopadu 2013 | Montevideo, Uruguay      | antuka | Diego Schwartzman        | 6–4, 6–4      |
| 9. | 10. července 2016 | Braunschweig, Německo    | antuka | Íñigo Cervantes          | 6–1, 1–6, 6–3 |

### Čtyřhra (4 tituly)
| č. | datum          | turnaj              | povrch    | spoluhráč       | soupeři ve finále                      | výsledek         |
| -- | -------------- | ------------------- | --------- | --------------- | -------------------------------------- | ---------------- |
| 1. | 21. říjen 2007 | Bogota, Kolumbie    | antuka    | Bruno Soares    | Marcel Granollers Santiago Ventura     | 6–4, 4–6, [11–9] |
| 2. | 4. květen 2008 | Tunis, Tunisko      | antuka    | Bruno Soares    | Jean-Claude Scherrer Nicolas Tourte    | 6–3, 6–4         |
| 3. | 28. září 2014  | Orléans, Francie    | tvrdý (h) | André Sá        | James Cerretani Andreas Siljeström     | 5–7, 6–4, [10–8] |
| 4. | duben 2019     | Alicante, Španělsko | antuka    | Guillermo Durán | Gerard Granollers Pujol Pedro Martínez | 2–6, 7–5, [10–5] |

## Postavení na konečném žebříčku ATP

### Dvouhra
| Rok    | 2004  | 2005   | 2006   | 2007   | 2008  | 2009  | 2010  | 2011  | 2012  | 2013   | 2014  | 2015  | 2016  |
| Pořadí | 1447. | ▲ 864. | ▲ 578. | ▲ 199. | ▲ 90. | ▲ 36. | ▲ 31. | ▼ 37. | ▲ 33. | ▼ 125. | ▲ 65. | ▲ 37. | ▼ 61. |

### Čtyřhra
| Rok    | 2004  | 2005   | 2006   | 2007   | 2008   | 2009   | 2010   | 2011   | 2012   | 2013  | 2014   | 2015   | 2016   |
| Pořadí | 1072. | ▲ 915. | ▲ 745. | ▲ 299. | ▲ 151. | ▼ 482. | ▲ 178. | ▼ 208. | ▼ 212. | ▲ 80. | ▼ 461. | ▲ 151. | ▲ 102. |